# Lomatocarpa albomarginata
Lomatocarpa albomarginata är en växtart i släktet Lomatocarpa och familjen flockblommiga växter. Den beskrevs av Alexander Gustav von Schrenk som Neogaya simplex var. albomarginata, och fick sitt nu gällande namn av Michail Pimenov och Tatiana Lavrova 1987.
Arten är en perenn ört som förekommer i Centralasien och södra Sibirien.